# Parchim
Parchim er en administrationsby og kommune i det nordøstlige Tyskland med godt 19.000 indbyggere[kilde mangler], beliggende under Landkreis Ludwigslust-Parchim i delstaten Mecklenburg-Vorpommern. I den amtsfrie by Parchim ligger administrationen for Amtet Parchimer Umland med 15 kommuner. Der er 40 km til delstatshovedstaden Schwerin mod sydøst.
Parchim ligger ved floden Elde i den sydvestlige del af Mecklenburgische Seenplatte.
Til Parchim hører bydelene Dargelütz, Kiekindemark, Neuhof, Neu Klockow og Slate.